# Daveigh Chase
Daveigh Elizabeth Chase, nata come Daveigh Elizabeth Schwallier (Las Vegas, 24 luglio 1990), è un'attrice statunitense.
È nota principalmente per aver interpretato Samara Morgan nel film cult The Ring e Samantha Darko in Donnie Darko e S. Darko.

## Biografia
Nata a Las Vegas, è figlia di John Schwallier e Cathy Chase, e i suoi genitori hanno divorziato quando era piccola; si trasferisce quasi subito ad Albany (Oregon), prima di stabilirsi a Los Angeles dove intraprenderà la sua carriera d'attrice.
Ha una sorella minore, che si chiama Rose. Tra i suoi interessi vi sono il bodyboarding, l'equitazione, la danza, la lettura e la scrittura di musiche per canzoni.

## Carriera
Nel 2001 iniziò come doppiatrice prestando la voce al personaggio di Chihiro Ogino, nell'anime giapponese La città incantata. Nello stesso anno esordì come attrice nel film Donnie Darko, nel ruolo della sorella minore, Samantha; ma è nel 2002 che ottenne il ruolo che più la rese famosa: quello di Samara Morgan nel film The Ring di Gore Verbinski, che le fruttò un premio come miglior "cattivo" fra gli MTV Movie Awards nell'edizione del 2003. Sempre nel 2002 doppia il personaggio Lilo Pelekai nel film d'animazione Disney Lilo & Stitch, interpretazione che le valse nel 2003 un Annie Award. In questo periodo ha avuto vari ruoli minori in film e numerose apparizioni in svariate serie TV americane. In The Ring 2, con la regia di Hideo Nakata (regista dei Ringu e Ringu 2 originali nipponici) ed in Rings è sostituita da Kelly Stables, ma appare in brevi camei tratti dal primo capitolo, come accade anche in The Ring 3.

## Filmografia parziale

### Cinema
- Donnie Darko, regia di Richard Kelly (2001)
- The Ring, regia di Gore Verbinski (2002)
- L'uomo dei miei sogni (Carolina), regia di Marleen Gorris (2003)
- Beethoven 5, regia di Mark Griffiths (2003)
- Haunted Lighthouse, regia di Joe Dante (2003)
- Rings, regia di Jonathan Liebesman (2005)
- The Ring 2, regia di Hideo Nakata (2005)
- S. Darko, regia di Chris Fisher (2009)
- In Between Days, regia di Marvin Scott Jarrett (2010)
- Little Red Wagon, regia di David Anspaugh (2012)
- Yellow, regia di Nick Cassavetes (2012)
- Wild in Blue, regia di Matthew Berkowitz (2015)
- Jack Goes Home, regia di Thomas Dekker (2016)
- American Romance, regia di Zackary Adler (2016)
- The Ring 3, regia di F. Javier Gutiérrez (2017)

### Televisione
- Sabrina, vita da strega (Sabrina, The Teenage Witch) - serie TV, 1 episodio (1998)
- Streghe (Charmed) - serie TV, episodio 2x14 (2000)
- The Practice - Professione avvocati (The Practice) - serie TV, 1 episodio (2000)
- E.R. - Medici in prima linea (ER) - serie TV, 1 episodio (2000)
- Il tocco di un angelo (Touched by an Angel) - serie TV, 1 episodio (2001)
- In tribunale con Lynn (Family Law) - serie TV, 1 episodio (2002)
- Rats - Il morso che uccide (The Rats), regia di Richard Kelly (2002) - film TV
- Oliver Beene - serie TV (2003-2004)
- Senza traccia (Without a Trace) - serie TV, 1 episodio (2008)
- Big Love - serie TV (2006-2011)

### Doppiatrice
- La città incantata (Sen to Chihiro no kamikakushi), regia di Hayao Miyazaki (2001)
- Lilo & Stitch, regia di Chris Sanders, Dean DeBlois (2002)
- Provaci ancora Stitch! (Stitch! The Movie) (2003)
- Leroy & Stitch, regia di Tony Gray, Robert Gannaway (2006)
- Betsy's Kindergarten Adventures - serie TV (2007-2010)

## Doppiatrici italiane
- Lilian Caputo in The Ring
- Veronica Puccio in Donnie Darko
- Lara Parmiani in Rats - Il morso che uccide
- Tosawi Piovani in Continuavano a chiamarlo Beethoven
- Valentina Favazza in S. Darko
- Letizia Ciampa in Gli occhi dell'innocenza

Da doppiatrice è sostituita da:
- Lilian Caputo in Lilo & Stitch, Provaci ancora Stitch! e Leroy & Stitch